# Stenhomalus punctatum
Stenhomalus punctatum là một loài bọ cánh cứng trong họ Cerambycidae.